# Asma Khalifa
Asma Khalifa (Zuara, c. 1988 o 1990) es una activista por la paz y los derechos de las mujeres libia de origen amazig. Su trabajo se ha extendido por numerosos países, incluidos Libia, Yemen y Siria. Ganó el Premio de la Paz de Luxemburgo en 2016 y fue nombrada como una de las 100 personas jóvenes africanas más influyentes de 2017 en los Premios de la Juventud de África .

## Trayectoria
Asma Khalifa nació en Zuara de origen amazig una de las minorías étnicas de Libia. A los 16 años empezó a lograr sus propios ingresos "para liberarme de mi padre, que era un patriarca dominante y abusivo". Empezó a involucrarse en la defensa de los derechos de las mujeres y los derechos civiles desde 2011. Al crecer como libia amazig no árabe bajo el gobierno del coronel Muammar Qaddafi, Khalifa fue testigo del impacto negativo de la discriminación y la violencia contra las mujeres. Dedicó su carrera a contribuir la construcción de la sociedad civil de Libia y más tarde trabajó en la consolidación de la paz y la transformación de conflictos en el país. Desde 2014 se centró más en el establecimiento de la paz en Libia, Siria y Yemen.
Su trabajo en Libia ha incluido mejorar la participación de las mujeres en el gobierno local y luchar contra la violencia de género. Khalifa ha trabajado como consultora para una organización no gubernamental libia en un proyecto para combatir el matrimonio infantil y es capacitadora del proyecto Jóvenes constructores de paz dirigido por Tripoli Good. Ha documentado la violencia sexual en Siria y ha entrevistado a mujeres refugiadas para la investigación de un libro sobre el lado humano de la crisis de refugiados. Además, Khalifa ha investigado las consecuencias de los ataques aéreos en Yemen. 
Khalifa cofundó en 2015 el Movimiento de Mujeres Tamazight, un grupo de expertas y de campaña que aboga por una mayor igualdad de género para las mujeres del norte de África. Fue galardonada con el Premio de la Paz de Luxemburgo de la Fundación Schengen para la Paz el 25 de mayo de 2016 por su labor para promover la paz y la resolución de conflictos. Khalifa fue descatacada por los Africa Youth Awards como una de las 100 personas jóvenes africanas más influyentes de 2017. En 2016-17 fue consultora en la Fundación Friedrich Ebert y estaba capacitando para la construcción de la paz. En 2019, Khalifa prepara el doctorado en ciencias políticas y filosofía en la Universidad de Hamburgo. En 2021 investiga en el German Institute for Global Area Studies el impacto de la guerra civil en las relaciones intergénero.

## Publicaciones
- Libya’s forgotten half: between conflict and pandemic, women pay the higher price. OpenDemocracy. 2020